# 糸車

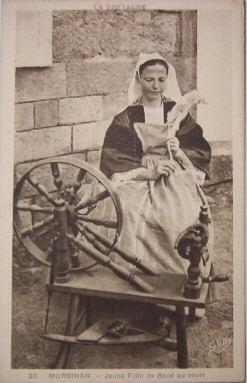
1910年ごろの絵葉書、糸車とフランスの少女。左にある大きな車輪がはずみ車、これを回すと右側の小さな車に撚られた糸が巻かれてゆく

糸車（いとぐるま、英: spinning wheel）とは、糸を紡ぐための装置で、ホイール（輪、車輪）があるもの。（中でも、人力で動かすもの）。紡ぎ車（つむぎぐるま）、糸紡ぎ車（いとつむぎぐるま）、手紡ぎ機（てつむぎき）、紡毛機（ぼうもうき）とも。

## 概説
羊毛・綿・麻・亜麻・絹などの天然繊維や、ナイロンやポリエステルなど工場製の化学繊維を糸にするために使う。
使い方

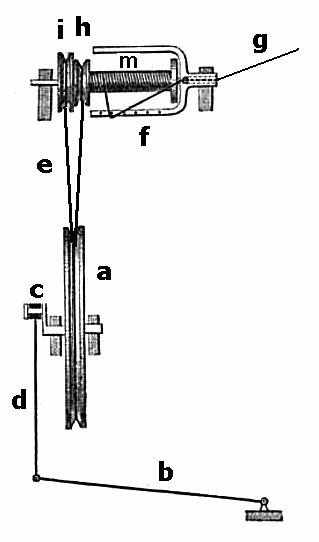
糸車の構造。g が紡ぎ手の手から出される繊維、f がフライヤー、m がボビン、e がドライブバンド、a がフライホイール、c から先がペダルに繋がっている

糸車は、小さな紡錘（つむ、スピンドル、spindle）と大きなはずみ車（フライホイール flywheel, ドライブホイール drive wheel）とをベルト（ドライブバンド、調べ糸）で連結したものである。一回大きなはずみ車を回すたびにベルトで回転力が伝えられた小さな紡錘は何度も回転し、その回転力で撚りをかけられた繊維が糸となって紡錘に巻き取られる。また、ヨーロッパ式の比較的新しい糸車では紡錘のかわりに、ボビン（bobbin、糸巻き）を内側に挿しこまれたフライヤー (flyer) と呼ばれる回転する枠が、フライホイールとドライブバンドでつながれている。
糸を紡ぐ前には、まず羊毛の場合、小さくちぎってよく梳いて方向をそろえる必要がある（羊毛の場合はカーディング Carding という）。綿も繊維をそろえてから、手の中に入るようにちぎる。この繊維のかたまり（フリース）の先端を撚って、導き糸に結ぶ。
導き糸の先端は、ヨーロッパ式の糸車の場合、フライヤーのフックに引っ掛けて、フライヤーの中に固定されたボビンに結ぶ。
はずみ車を手で回す（または、踏み板（ペダル）を踏んで回す）と、ベルトではずみ車と連動するフライヤーは高速回転するので、導き糸が手の中の繊維のかたまりから繊維を引き出し、繊維はフライヤーでねじられ糸にされてボビンに巻き取られる。もう一方の手は、かたまりから出る繊維の量や撚り具合を調整し、太さや張りが均一になるようにする。
ボビンができた糸で一杯になれば、糸を引き出して糸枠などに巻き取り、羊毛の場合は一旦蒸したりして、かせ（糸がからまないようにした束）にして乾燥させる。これを染めれば、色のついた糸が出来上がる。
糸車を用いた紡績の実演は名古屋市西区のトヨタ産業技術記念館で見ることができる。

## 歴史

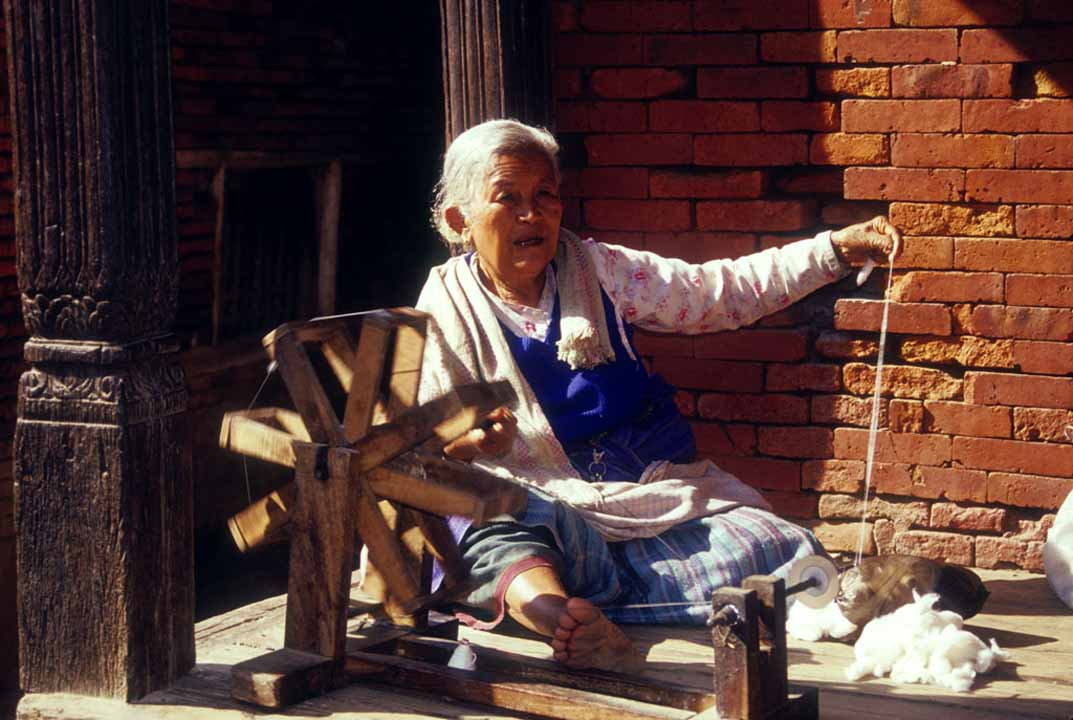
ネパールの糸車

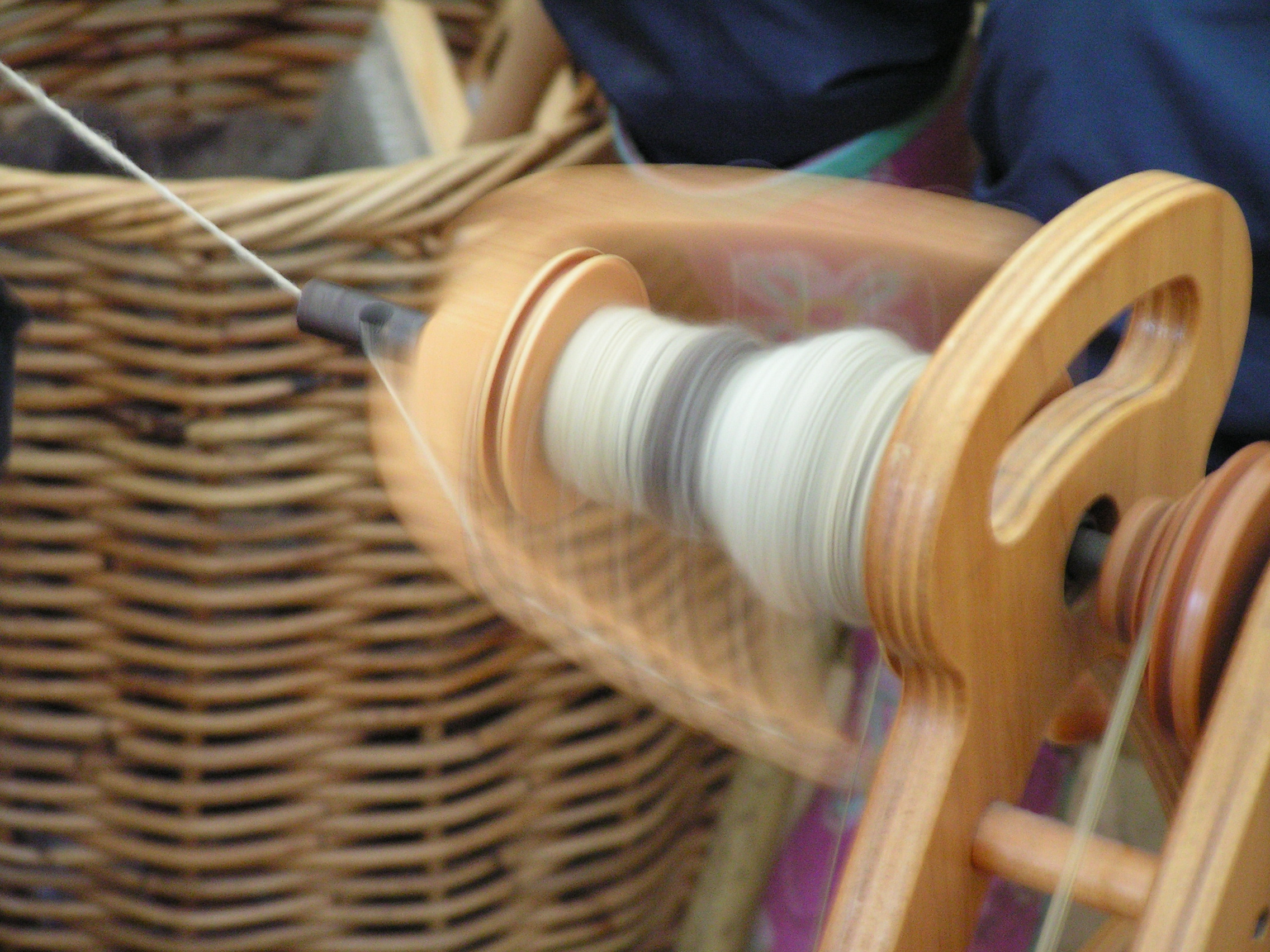
羊毛が中央のボビンに巻き取られる。ボビンの周りで回転している枠のようなものがフライヤー。

### 手紡ぎ
糸車の発明以前は、糸を紡ぐにはこまのような紡錘（ぼうすい、日本古語では「つむ」、ドロップ・スピンドル、drop-spindle）が使われていた。

### 糸車
最古の糸車についての記録は、バグダッドで1237年に描かれたイラストである。糸車は紡錘を横向きに置いて、紡錘自体の回転の代わりにはずみ車で回転させるもので、紡錘同様、回転力を利用して繊維をねじって撚り合わせ、一続きの長い糸にするものである。
Irfan Habibによれば、13世紀にペルシア (大セルジューク朝) からインド（ゴール朝）へ糸車が伝来した。インドで発明された糸車（手紡ぎ機）は大きな車輪を使って軽い力でより多くの糸を紡ぐことができるもので、紡績史上大きな前進であった。糸車以前は、紡績はまず繊維を手で撚る完全な手作業だったが、こまの回転を利用した紡錘で若干楽な作業になった。糸車は一回大きなはずみ車を回すたびに紡錘が何度も回転するため、作業は格段に早く楽になった。
糸車の発明後、はずみ車を回転させるための工夫が何度も試みられた。まず手ではなくトレッドル（踏み板、ペダル）で回転させる方法が編み出され、よくほぐして原毛の方向を平行にそろえた繊維のかたまりを片手で持ち、もう一方の手で繊維が途切れないよう調整することができるようになった。
フライヤーとボビンも、車輪同様に紡績を便利にした工夫であり、糸をフライヤー外部に付けられたフックに引っ掛けてから内部のボビンに通すことで糸をぴんと張ることができ、糸車を止めることなくボビンに撚られた糸を巻いてゆくことが可能になった。
レオナルド・ダ・ヴィンチは15世紀末の手稿のなかで、糸車とフライヤーをギアで回転させて、固定したボビンに紡績された糸を巻き取る機械のスケッチを残しているが、これは実現しなかった。1533年に同様の糸車（ジャーマン・タイプ手紡ぎ機）をドイツのブラウンシュヴァイクでヨーゲン・ヨハンソンが開発し、現在見る手紡ぎ機の原型を実現した。
紡績機へ
18世紀中頃の産業革命以後、蒸気機関、モーターを利用した紡績機へと発展していった。

## 種類
数多くの種類の糸車が残っている。例えば「ウォーキング・ホイール (walking wheel, wool wheel)」と呼ばれる巨大なものは、羊毛から長い糸を高速で紡ぐためのものだった。「フラックス・ホイール (flax wheel)」は、ダブルドライブ式の車輪と糸巻き棒 (distaff) で亜麻の繊維からリンネルの糸をつむぎだすものだった。「サクソニー・ホイール (saxony wheel)」「アップライト・ホイール (upright wheel)」は、ペダル（トレッドル）ではずみ車を回す多目的糸車で、羊毛から梳毛糸（ウーステッド）を紡ぐものだった。インドの糸紡ぎ車、チャルカ (charkha) は小さくて持ち運べる手回し式の糸車で、木綿やその他短繊維 (short-staple) の上質な糸を紡ぐものだった。日本の糸車も手回し式で、大きな竹製の車を手で回転させて、紡錘に木綿や絹の糸を巻き取る仕組みのものだった。

### 羊毛用グレート・ホイール

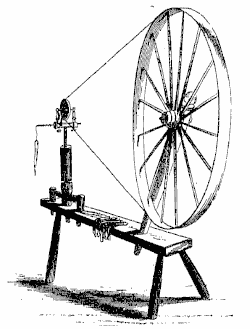
グレート・ホイール

グレート・ホイール（great wheel、あるいはウォーキング・ホイール walking wheel）は人間の高さほどの大きさで、農家などで使う糸車の大きさの限界に近い。繊維を糸に紡ぐためには、このはずみ車を手で回す必要がある。一回巨大なはずみ車が回ると、小さい方の車は何度も回り、取り付けられた金属製紡錘も回転する。これはフライヤーを使っておらず、紡錘自体が回転する。
紡ぎ手が糸にもっと撚りをかけたい場合は、元になる繊維を糸車から充分離すと、糸は伸びて、紡錘に巻き取られないまま撚りがかかる。充分な量の糸ができれば、糸を紡錘に巻き取り、これを繰り返す。
グレート・ホイールの優れたところは、糸の張りを調整しやすいところにある。フライヤー式のように、はずみ車とフライヤーを共に回転させるドライブバンドを調整する代わりに、繊維を持つ紡ぎ手が糸車に歩み寄るか離れるかで糸の出具合を調整すれば良い（それゆえウォーキング・ホイールと呼ばれる）。欠点は、紡ぎ手はずっとそばで立っている必要があり、またフライヤー式とは違い、できた糸を巻き取るために一旦紡ぐのをやめなければならないことにある。

### チャルカ

1931年にインド国民会議が採用した旗。チャルカをあしらっている。自由インド仮政府も採用した

マハトマ・ガンディーは、インドの糸車であるチャルカを使い、毎日みずからインド産の綿花から綿糸を紡ぐことを日課にした。これは「働かない日に食べるパンは、盗んだパンである」という信条の実践であるとともに、インド人がプランテーションで原料作物の綿花を作り、イギリスの工場で生産された製品の綿布を輸入消費する、植民地経済を拒否する政治的な意思表示であった。のちにガンジーのチャルカはインド独立運動の象徴となり、一時期インド国旗にもデザインされた。
チャルカは箱にも入る携帯式の小さな糸車だが、上記のグレート・ホイールと同様の仕組みで、はずみ車を手で回し、糸に撚りをかけるようになっている。糸を巻くときにははずみ車を止める必要がある。

### ダブルドライブ式
亜麻を紡ぐフラックス・ホイール（flax wheel、flax とは亜麻のこと）は、ダブルドライブ式糸車 (double drive wheel) の好例である。ダブルドライブとは、ドライブバンド（調べ糸）が二回はずみ車にかけられていることから来ている。ドライブバンドはフライヤー（馬の蹄型をした、輪のような形の木の部品で、ボビンを囲う形になっている）と、ボビンの両方を回す。ボビンは外側のフライヤーより回転半径が小さいので、はずみ車にかけられたドライブバンドは小さいボビンのほうを速く回そうとする。ボビンに糸を巻いていないときは、ボビンとフライヤーは同じ割合で回る。しかしボビンに糸が巻かれ出すと、ボビンはフライヤーより回転が速くなり、この回転速度の差により糸が巻き取られてゆく。それゆえ、糸をよりよくボビンに巻こうとすると、ドライブバンドをきつく締める必要がある。またボビンの交換は若干、後述のシングルバンドに比べて面倒である。
ダブルドライブ式の糸車のドライブバンドには、一般的に伸び縮みしない糸が使われている。綿布の一種であるキャンドルウィック (candlewick) も同様に使われる。

### シングルドライブ式

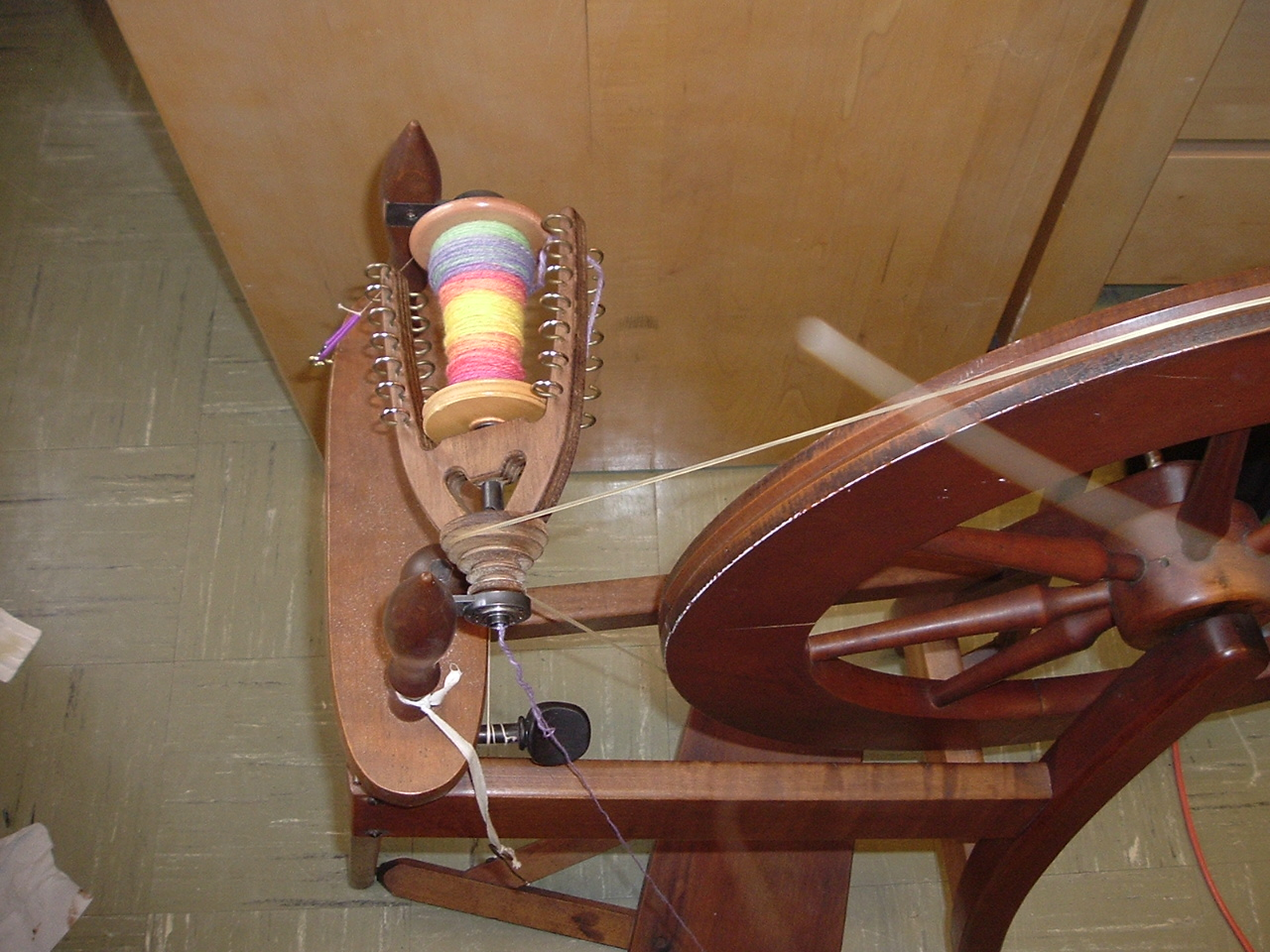
シングルドライブ式糸車

ドライブバンドが二回はずみ車を回るダブルドライブ式に比べ、シングルドライブ式糸車 (single drive wheel) はドライブバンドが一回しかはずみ車を回っていない。この場合のドライブバンドは一般的に、伸縮性があり車の上で簡単に空回りしないような合成素材のひもでできている。
ボビンをフライヤーより速く回そうとするダブルドライブ式に比べ、シングルドライブ式はブレーキバンドでボビンの回転を遅くさせようとする。紡ぎ手が新しい糸を撚っているとき、ボビンとフライヤーの回転は同じだが、紡ぎ手が糸をボビンに巻こうとすると、ボビンは回転速度が下がり糸が巻かれてゆく。ボビンの回転が遅くなるのは、なめらかな木綿の糸などで作られたブレーキバンドのおかげである。ブレーキバンドがきついほど、フライヤーと同じ速度で回ろうとするボビンはより強い摩擦に勝たなければならず、糸を巻く力はより強くなる。この際にダブルドライブより大きな抵抗と大きな音が発生するが、ボビンの交換はダブルバインド式より簡単である。

### 機械式紡績機
糸車の製作者や使用者の中には、機械式の紡績機も糸車（スピニング・ホイール）の一種として認めるべきかどうかとの議論がある。欧米の手紡ぎ機の製作会社（Löuet, Babe, Fricke, Amos など）は機械式の紡績機も製作している。ただし伝統的な糸車の愛好家や製作者の中には、機械式の糸紡ぎ車は効率的だが手紡ぎ機でできた糸に比べると魅力に欠けるという見解もある。

## 物語の中の糸車
かつて糸車で糸を紡ぐことは娘たちや女たちのだいじな仕事であり、多くの童話に糸車は登場する。日本ではおかみさんや狸が糸車を回す描写がある『たぬきの糸車』などの民話がある。
グリム童話に採録された『ルンペルシュティルツヒェン』では、娘が三日のうちに糸車で藁から金を紡ぎだすよう迫られる。同じく『糸くり三人女』では、娘が膨大な量の麻を紡ぐよう迫られる。
『眠れる森の美女』では、主人公の王女は「指を糸車で刺して死ぬ」という呪いをかけられ、死んだような眠りに陥る。この物語は多くの童話集に採録され、バレエや映画に脚色されているが、糸車には指を刺して死ぬほどの部分がないことから「指を糸車で刺して死ぬ」とはどういうことか、糸車の専門家の間で議論となってきた。ヨーロッパの非常に古いタイプの糸車はフライヤーやボビンにあたる部分がなく、「グレート・ホイール」同様に紡錘の部分で糸が紡がれていたため、繰り返しの使用で磨り減った紡錘は鋭くなる。このため、紡錘部分に指が刺さる危険があるのではという意見もある。また、糸巻き棒の先で刺したのではないかという推測もされる。

英語の「spinster」という語は優れた紡ぎ手を指す古語だが、後に結婚しない女性（特に婚期を過ぎた未婚女性、所謂オールド・ミス）のことも指すようになった。糸紡ぎの仕事で結婚しなくとも自活できることが由来とされる。

### 東アジア

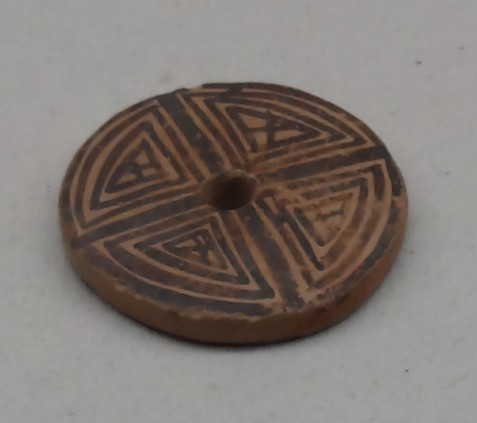
馬家窯文化

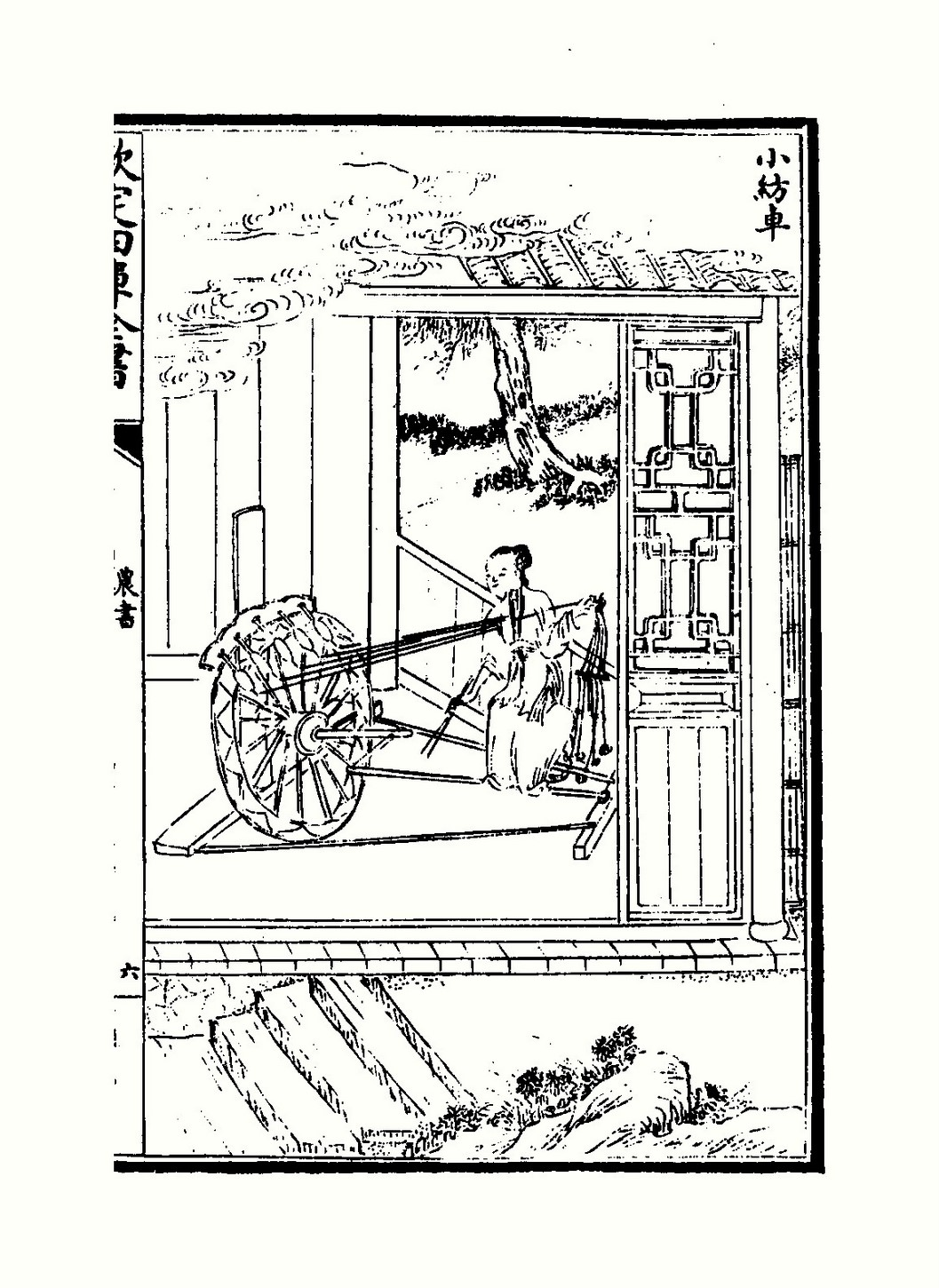
王禎農書